# Nowe Rochowice
Nowe Rochowice (niem. Neu-Röhrsdorf) – wieś w Polsce położona w województwie dolnośląskim, w powiecie jaworskim, w gminie Bolków, w Górach Kaczawskich w Sudetach Zachodnich.

## Podział administracyjny
W latach 1975–1998 miejscowość administracyjnie należała do województwa jeleniogórskiego.

## Położenie
Nowe Rochowice położone są w Grzbiecie Wschodnim Gór Kaczawskich, na południe od szosy Bolków – Jelenia Góra.

## Demografia
Jest to najmniejsza miejscowość gminy Bolków. Według Narodowego Spisu Powszechnego posiadała 51 mieszkańców (III 2011 r.).

## Historia
Od końca XIII wieku, wiódł tędy szlak do Zgorzelca przechodzący przez Jelenią Górę, Gryfowa Śląski i Lubań.

## Ciekawe obiekty
- nieczynny obecnie kamieniołom wapienia i margli (pow. 1 ha)
- ruiny dwóch wapienników
- prywatny browar